# Phil Prendergast
Phil Prendergast (ur. 20 września 1959 w Kilkenny) – irlandzka polityk, samorządowiec, deputowana do Parlamentu Europejskiego VII kadencji.

## Życiorys
Z zawodu pielęgniarka, pracowała w tym zawodzie oraz jako położna (m.in. w Clonmel). Była członkinią władz krajowej organizacji pielęgniarskiej. Od 1999 do 2007 pełniła funkcję radnej hrabstwa South Tipperary. Dwukrotnie (2007, 2011) bez powodzenia startowała do Dáil Éireann. Od 2007 do 2011 zasiadała natomiast w Seanad Éireann jako reprezentantka panelu pracowniczego.
Była związana z lewicowym ugrupowaniem pracowniczym (WUAG), w 2005 przystąpiła do Partii Pracy. W 2011 została desygnowana przez laburzystów do objęcia mandatu w Parlamencie Europejskim, z którego zrezygnował Alan Kelly. W PE VII kadencji została członkinią grupy Postępowego Sojuszu Socjalistów i Demokratów.